# Callipallene dubiosa
Callipallene dubiosa là một loài nhện biển trong họ Callipallenidae. Loài này thuộc chi Callipallene. Callipallene dubiosa được miêu tả khoa học năm 1949 bởi Hedgpeth.